# Затон (Дубровник)
Затон је насељено место у саставу града Дубровника, Дубровачко-неретванска жупанија, Република Хрватска.

## Историја
До територијалне реорганизације у Хрватској налазио се у саставу старе општине Дубровник.

## Становништво
На попису становништва 2011. године, Затон је имао 985 становника.
| Број становника по пописима | Број становника по пописима | Број становника по пописима | Број становника по пописима | Број становника по пописима | Број становника по пописима | Број становника по пописима | Број становника по пописима | Број становника по пописима | Број становника по пописима | Број становника по пописима | Број становника по пописима | Број становника по пописима | Број становника по пописима | Број становника по пописима | Број становника по пописима |
| --------------------------- | --------------------------- | --------------------------- | --------------------------- | --------------------------- | --------------------------- | --------------------------- | --------------------------- | --------------------------- | --------------------------- | --------------------------- | --------------------------- | --------------------------- | --------------------------- | --------------------------- | --------------------------- |
| 1857                        | 1869                        | 1880                        | 1890                        | 1900                        | 1910                        | 1921                        | 1931                        | 1948                        | 1953                        | 1961                        | 1971                        | 1981                        | 1991                        | 2001                        | 2011                        |
| 521                         | 521                         | 485                         | 498                         | 489                         | 497                         | 450                         | 457                         | 437                         | 454                         | 434                         | 456                         | 565                         | 707                         | 858                         | 985                         |

Напомена: У 2001. смањено издвајањем насеља Лозица. У 1857, 1869, 1921, 1931, 1981. и 1991. садржи податке за насеље Лозица.

### Попис1991.
На попису становништва 1991. године, насељено место Затон је имало 707 становника, следећег националног састава:
| Попис 1991.‍  | Попис 1991.‍  | Попис 1991.‍ | Попис 1991.‍ | Попис 1991.‍ |
| ------------ | ------------ | ----------- | ----------- | ----------- |
|              |              |             |             |             |
| Хрвати       | Хрвати       |             | 603         | 85,28%      |
| Срби         | Срби         |             | 37          | 5,23%       |
| Југословени  | Југословени  |             | 7           | 0,99%       |
| Муслимани    | Муслимани    |             | 6           | 0,84%       |
| Словенци     | Словенци     |             | 2           | 0,28%       |
| Македонци    | Македонци    |             | 1           | 0,14%       |
| Пољаци       | Пољаци       |             | 1           | 0,14%       |
| Украјинци    | Украјинци    |             | 1           | 0,14%       |
| Црногорци    | Црногорци    |             | 1           | 0,14%       |
| остали       | остали       |             | 5           | 0,70%       |
| неопредељени | неопредељени |             | 27          | 3,81%       |
| регион. опр. | регион. опр. |             | 1           | 0,14%       |
| непознато    | непознато    |             | 15          | 2,12%       |
| укупно: 707  |              |             |             |             |